# 浅香夕海
浅香 夕海（あさか ゆうみ、1989年11月22日 - ）は、日本の柔道家。48kg級の選手。東京都出身。身長159cm。組み手は右組み。得意技は袖釣込腰、寝技。

## 経歴
柔道は6歳の時に臥牛館道場で始めた。藤村女子中学2年と3年の時に全国中学校柔道大会の44kg級で5位になった。
藤村女子高校へ進むと、2年の時にはインターハイ48kg級の東京予選で、福岡国際で優勝するなどシニアでも活躍していた渋谷教育学園渋谷高校2年の中村美里を破って本戦に進むと、決勝では新田高校3年の浅見八瑠奈を効果で破って優勝を飾った。3年の時はインターハイ東京予選で前年に続いて中村を破ると、本戦でも東京農大第三高校3年の笠原歩美を崩上四方固で破って2連覇を達成した。この際に、｢将来やりたいことがあるので学校では理系クラスに入っている｣が、それが何かは｢ヒ、ミ、ツ｣とコメントしていた。なお、この当時仲の良かった旭川南高校の上野巴恵は浅香について、「やっぱりかわいって思いましたね。ちょっと外国人みたいな顔とスタイルでうらやましいなって」と語っていた。
2008年には東海大学へ進むと、1年の時にはフランスジュニア国際とアジアジュニアで優勝を飾った。全日本ジュニアでは3回戦で比叡山高校1年の遠藤宏美に効果で敗れるなどして3位にとどまったものの、ジュニアの国際大会で実績を残していたことから世界ジュニア代表に選ばれた。世界ジュニアでは準決勝でブラジルのサラ・メネゼスに技ありで敗れて3位に終わり、ジュニアの国際大会では初めての敗戦を喫した。
その後は際立った活躍が見られなかったものの、4年の時には現役最後の試合と決めていた講道館杯の準々決勝で元世界チャンピオンである了徳寺学園職員の福見友子を横四方固、準決勝では筑波大学1年の遠藤を燕返で破ると、決勝でも三浦学苑高校3年の山崎珠美に指導1を先取されるも縦四方固で逆転勝ちして、オール一本勝ちでの初優勝を飾った。この際に、「夢みたいです。自分の中ではこれが引退試合だったので、やりきれたと思います。今日の優勝で少しでも、自分の名前が残せたかな」「寝技でワンチャンスがあった。ギリギリでした。いや、奇跡でした。福見さんに勝ったのも初めてなんです。これが最後の試合だと思っていたので、力が出たのかも」と語った。
2012年に大学を卒業すると、松前柔道塾の指導員となった。

## 主な戦績
- 2003年 -　全国中学校柔道大会　5位(44kg級)
- 2004年 -　全国中学校柔道大会　5位(44kg級)
- 2006年 -　インターハイ　優勝
- 2007年 -　テューリンゲンジュニア国際　優勝
- 2007年 -　ロシアジュニア国際　優勝
- 2007年 -　インターハイ　優勝
- 2008年 -　フランスジュニア国際　優勝
- 2008年 -　アジアジュニア　優勝
- 2008年 -　全日本ジュニア　3位
- 2008年 -　世界ジュニア　3位
- 2009年 -　ベルギー国際　3位
- 2011年 -　講道館杯　優勝

(出典、JudoInside.com)